# Live Hits 87
Live Hits 87 – koncertowy album zespołu Lombard, wydany w roku 1987 na kasecie magnetofonowej nakładem wydawnictwa Polton.
Nagrań dokonano podczas dwóch koncertów 15 marca 1987 r. w Nysie. Realizacja nagrania: Andrzej Puczyński i Janusz Laskowski. Zmiksowano w lipcu 1987 r. w Studio Polskiego Radia w Poznaniu. Miks: Ryszard Glogel oraz Grzegorz Rzechówka i Zbigniew Suchański. Projekt okładki: Aleksandra Laska-Wołek.

## Lista utworów
Strona A
1. „Pacemaker” (muz. Grzegorz Stróżniak – sł. Jacek Skubikowski, tł. Tom Wachtel) – 5:07
2. „Wings of a Dove” (muz. Grzegorz Stróżniak – sł. Małgorzata Ostrowska, tł. John Porter) – 4:10
3. „Tylko mi nie mów o miłości” (muz. Grzegorz Stróżniak – sł. Małgorzata Ostrowska) – 4:00
4. „Anatomia – Ja płynę, płynę” (muz. Grzegorz Stróżniak – sł. Małgorzata Ostrowska) – 3:00
5. „Empty Plate” (muz. Grzegorz Stróżniak – sł. Jacek Skubikowski, tł. John Porter) – 4:25

Strona B
1. „Neonowa krowa” (muz. Grzegorz Stróżniak – sł. Wanda Chotomska) – 5:22
2. „Ocalić serca” (muz. Grzegorz Stróżniak – sł. Małgorzata Ostrowska) – 4:08
3. „Kryształowa” (muz. Grzegorz Stróżniak – sł. Jacek Skubikowski) – 3:08
4. „Perfect Melodrama” (muz. Grzegorz Stróżniak – sł. Małgorzata Ostrowska, tł. John Porter) – 4:00
5. „Get Lost!” (muz. Grzegorz Stróżniak – sł. Małgorzata Ostrowska, tł. John Porter) – 3:34

## Muzycy
- Grzegorz Stróżniak – śpiew, instrumenty klawiszowe
- Małgorzata Ostrowska – śpiew
- Piotr Zander – gitara
- Henryk Baran – gitara basowa
- Wojciech Anioła – perkusja